# إيسي ديفيس
إيستير "إيسي" ديفيس هي ممثلة ومغنية أسترالية، اشتهرت بدورها في شخصية فرايني فيشر في مسلسل "ألغاز الآنسة فيشر" وفيلمه المقتبس "الآنسة فيشر وسرداب الدموع"، وكذلك بدورها في شخصية أميليا فانيك في فيلم الرعب النفسي "بابادوك".
من أبرز أعمالها الأخرى أيضًا، مشاركتها بدور متكرر في الموسم السادس من مسلسل "صراع العروش" بدور السيدة كرين، وأدّت دور الأخت إيفيجينيا في مسلسل "حملان الرب"، كما جسدت شخصية إلين كيلي في فيلم "القصة الحقيقية لعصابة كيلي" من إخراج جاستن كورزل.

## الأعمال

### مسلسلات
- خل التفاح (2025)

## روابط خارجية
أيزي ديفيس على موقع IMDb (الإنجليزية)
- أيزي ديفيس على موقع ميتاكريتيك (الإنجليزية)
- أيزي ديفيس على موقع روتن توميتوز (الإنجليزية)
- أيزي ديفيس على موقع قاعدة بيانات الأفلام العربية
- أيزي ديفيس على موقع ألو سيني (الفرنسية)
- أيزي ديفيس على موقع ميوزك برينز (الإنجليزية)
- أيزي ديفيس على موقع أول موفي (الإنجليزية)
- أيزي ديفيس على موقع قاعدة بيانات برودواي على الإنترنت (الإنجليزية)
- أيزي ديفيس على موقع قاعدة بيانات الأفلام السويدية (السويدية)
- أيزي ديفيس على موقع إن إن دي بي (الإنجليزية)